# Dermatiscum
Dermatiscum is een geslacht van korstmossen behorend tot de familie Caliciaceae. Er is geen typesoort bij het geslacht aangegeven. Het lectotype is Dermatiscum thunbergii.

## Soorten
Volgens Index Fungorum telt het geslacht zes soorten (peildatum december 2022):
| Soortnaam               | Auteur(s)   | Publicatiejaar |
| ----------------------- | ----------- | -------------- |
| Dermatiscum fallax      | Brusse      | 1986           |
| Dermatiscum harrissonii | C.W. Dodge  | 1948           |
| Dermatiscum mawsonii    | C.W. Dodge  | 1948           |
| Dermatiscum porcellanum | Nyl.        | 1887           |
| Dermatiscum pusillum    | Aptroot     | 2008           |
| Dermatiscum thunbergii  | (Ach.) Nyl. | 1867           |